# After the Burial
After the Burial — американський металкор-гурт з міста Twin Cities, штат Міннесота В даний час група підписала контракт з Sumerian records і випустили три повнометражних альбоми
З моменту свого створення в 2004 році, група пережила дві зміни вокаліста
та дві зміні барабанщика, залишились тільки ритм гітарист Джастін Лоу, гітарист, Трент Хафдал і басист, Lerichard Foral.
Група взяла участь у багатьох метал фестивалях, за час свого існування ATB зробили неаби-який внесок в розвиток Djent сцени

## Учасники групи

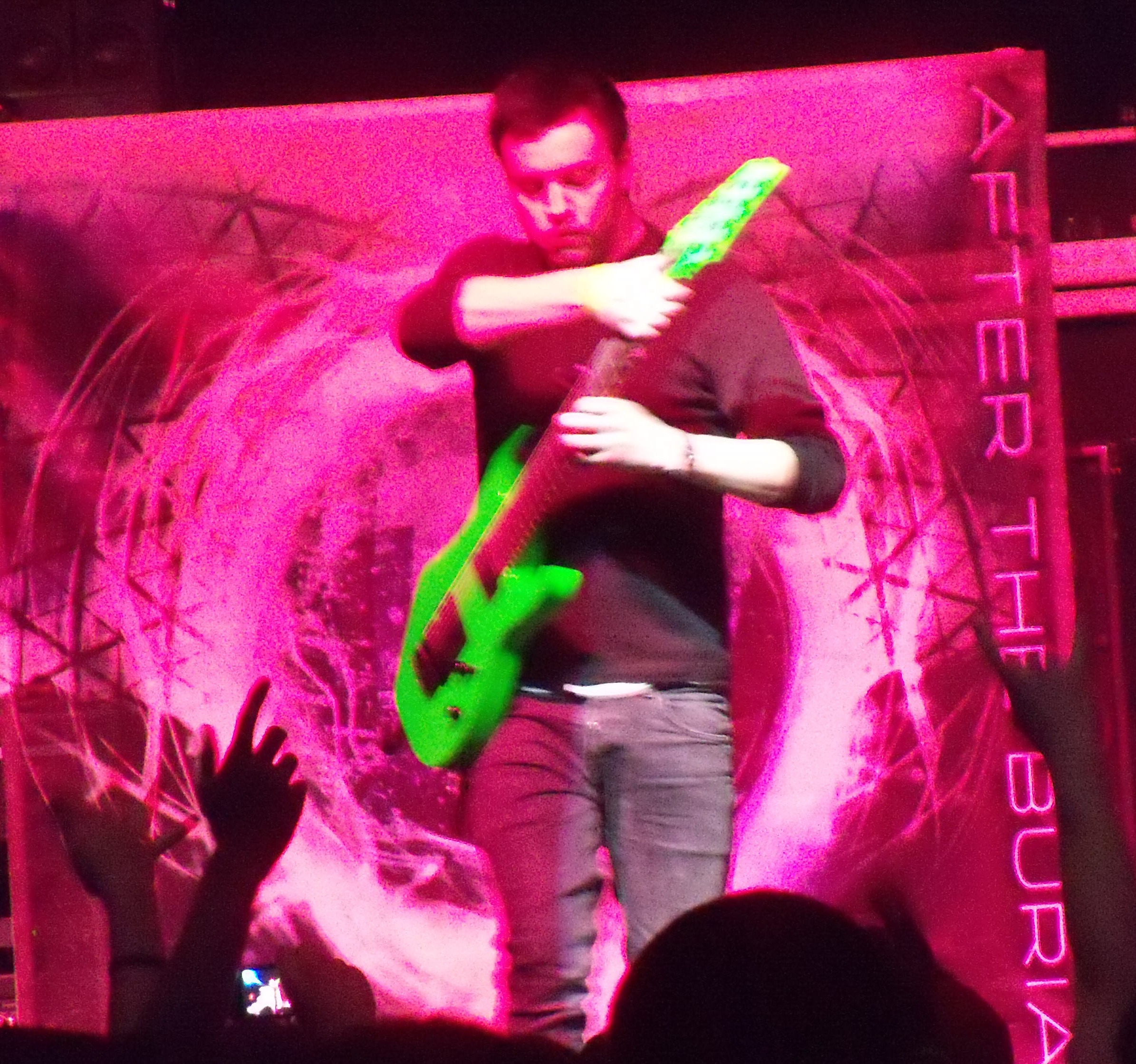

На даний момент
- Lerichard «Lee» Foral — бас (2004—present)
- Trent Hafdahl — соло-гітара, бек-вокал (2004—present)
- Dan Carle — барабани (2007—present)
- Anthony Notarmaso — вокал (2008—present)

Колишні учасники
- Nick Wellner — Вокал (2004–2007)
- Greg Erickson — Барабани (2004–2006)
- Grant Luoma — Вокал (2007–2008)
- Eric Robles — Барабани (2006–2007)
- Justin Lowe — ритм-гітара (2004 – 2015)[2]

## Дискографія
- 2006 — Forging a Future Self
- 2008 — Rareform
- 2010 — In Dreams
- 2013 — Wolves Within

### ЕР
| Рік  | Деталі                                                                                  |
| ---- | --------------------------------------------------------------------------------------- |
| 2013 | This Life Is All We Have - Released: 1979 - Label: Sumerian - Formats: digital download |

## Музичні кліпи
| Назва | Рік  | Режисер      | Альбом    |
| --- | ---- | ------------ | --------- |
| «Your Troubles Will Cease And Fortune Will Smile Upon You» [Архівовано 11 лютого 2015 у Wayback Machine.] | 2011 | Scott Hansen | In Dreams |
| «Pendulum» [Архівовано 23 жовтня 2014 у Wayback Machine.]                                                 | 2011 | Н/Д          | In Dreams |